# Lijst van bijnamen van de politie
Dit is een lijst van bijnamen voor de politie of voor politieagenten in verschillende talen. Waar mogelijk is de herkomst van het woord aangegeven. De meeste bijnamen zijn beledigend of afkeurend, maar dat is zeker niet bij alle namen het geval.

## Nederlands

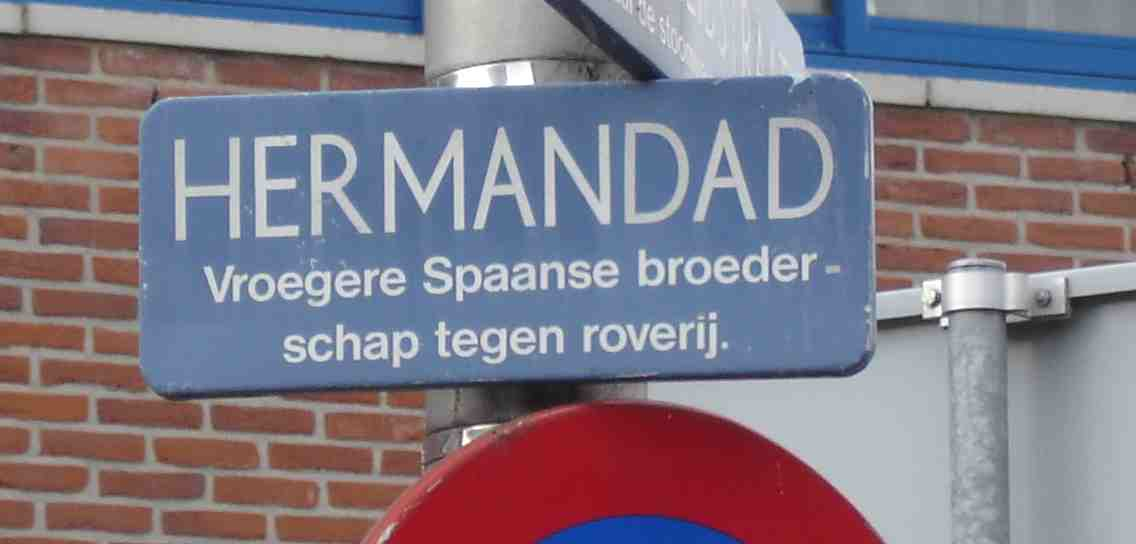
Straatnaambordje "Hermandad" in Enschede

Arm der wet
Zie Sterke arm der wet.
Ballenjatter
Haags, afkomstig van politieagenten die de bal van op straat voetballende jeugd in beslag namen.
Beis
Stadsgronings
Blauw
Blauwe pet
Blauwe meetbuisjes
Brandweerhumor. Als de 'Blauwe meetbuisjes' op de grond liggen bij een brand of ongeval zijn er giftige gassen vrijgekomen en moet ademlucht gedragen worden.
Boele (Limburgs)
Broeder(s) van liefde
(Meetjesland) Waarschijnlijk een spottende verbastering van 'hoeder(s) van de wet'. Zie ook Moeders jongen(s).
Bromsnor
Naar de besnorde veldwachter uit Swiebertje. Er wordt bij deze bijnaam vooral gedacht aan de dienstklopper die op de kleinste overtredingen let.
Chibatta
Voornamelijk gebruikt door allochtone jongeren in Friesland, mogelijke verwijzing naar het Italiaanse broodje "ciabatta".
Diender
Niet beledigend. Dienaar der wet. Een agent van politie constateert alleen of de wet wordt overtreden. Het is aan de rechter om te zien of het recht wordt geschonden en de overtreding strafbaar is.
Dienstklopper
Agent die voor een minimale overtreding in actie komt.
Flik(ken)
Naar het Franse flic. Zie onder het kopje Frans. Voornamelijk in Vlaanderen gebruikelijk.
Garde
Zie Sjampetter.
Govie
Maastricht
Hermandad
Afkomstig uit Castilië, waar de hermandades verbonden van steden waren die vanaf de 12e eeuw een van de eerste betrouwbare politiemachten vormden. Hermandad is dan ook eerder een erenaam dan een scheldwoord - in Enschede is zelfs de straat waar het politiebureau is gevestigd naar de hermandad genoemd. In Rotterdam bestond 99 jaar lang een politievoetbalvereniging met de naam Hermandad.
Hoeder(s) van de wet
Ibahesh
Betekent insecten in het Berbers.
Juut
Waarschijnlijk uit een kinderliedje met als eerste regel "Juut, juut, juut, daar komt 'n smeris aan". Aanvankelijk gebruikt als waarschuwingskreet ("Juut!") bij nadering van een politieagent, later ook gebruikt als zelfstandig naamwoord voor een agent.
Jut (waarschijnlijk een verbastering van 'Juut').
Voornamelijk gebruikt in het oosten van Nederland. In Den Haag zeer gebruikelijk; zoals de politie in het algemeen "jutterij" werd genoemd.
Kip
Amsterdams. Een agent te paard is een knolkip, agenten in een auto zijn kip in blik.
Kit
Bijnaam van straatpolitie in Rotterdam. Herkomst onbekend.
Klabak
Wellicht van het bargoense kleb (Jiddisch kelew, hond), met het achtervoegsel -ak, zoals dat ook in doerak voorkomt. Het politiebureau heet wel Klabakkarium.
Koddebeier
Een oud-Hollandse term, letterlijk knuppelzwaaier (samenstelling van kodde of kodse knots of knuppel, en beieren van luiden, zwaaien).
Le7nesh
Betekent slangen in het Arabisch.
Moeders jongen(s)
Meetjesland, waarschijnlijk een spottende verbastering van 'hoeder(s) van de wet'. Zie Broeder(s) van liefde.
Motormuis
Aanduiding voor motoragent, wordt vaak gebruikt bij de beschrijving van een heterdaadje. "Gesnapt door een motormuis" bij te hard rijden.
Oom agent
Een vriendelijke aanduiding. Mogelijk ontleend aan Dik Trom.
Pandoer
Leuvens
Pit
Benaming afkomstig van de politiehelm. Op deze helm zat een punt met een soort "pit". Vandaar de benaming pit. Voor zover bekend is deze naam afkomstig Enschede en omgeving. Het woordje pitauto, is binnen de politie term voor de opvallende surveillancewagen.
Platte petten
Afkomstig van de pet, een gebruikelijk onderdeel van het uniform. Als men van "platte petten" spreekt, gebeurt dit ook wel om "gewone" geüniformeerde agenten aan te duiden in tegenstelling tot de mobiele eenheid of de recherche.
Popo’s
Volkstaal voor politiemensen.
Prinsemarij
Rakker
Vanouds de benaming voor dienaren van de schout.
Rus
Een rechercheur.
Skowtu
(Sranan) In Nederland vaak geschreven als scotoe of scotu. Het woord komt oorspronkelijk van het Nederlandse schout en is via het Sranan in de Nederlandse straattaal terechtgekomen.
Smeris
Uit het Hebreeuws sjemiere of sjemiera, dat "toezicht" betekent. Er is vermoedelijk een associatie met 'smerig'.
Smurf
(Vlaams) komt door de blauwe uniformen die gedragen worden.
Snor
De stereotiepe politieagent heeft een snor. Ook: Bromsnor, naar de veldwachter uit Swiebertje.
Sterke arm der wet
Ook: sterke arm of arm der wet. In de Nederlandse wet een staande uitdrukking voor de politie, doorgaans gebruikt wanneer deze wordt ingezet om andere ambtenaren of een deurwaarder bij te staan in de uitoefening van hun wettelijke taak bij onwillige burgers. In Veenendaal staat het politiebureau aan de straat genaamd De sterke arm.
Stille
Undercover politieagent; politieagent in burgerkleding; rechercheur.
Tennisbal
Motorrijdende agent (vanwege de felgele jas).
Vijfmaalacht (5x8)
Politie Amsterdam vanwege het telefoonnummer 020-88888 (in de jaren 1950-1960)
Wout(en)
Bargoens woord, vooral gebruikt in het zuidoosten van Nederland, voornamelijk in Noord-Brabant. Tevens in gebruik in Utrecht, de regio Den Haag en de kop van Overijssel. Wout is ook de naam van de stemcomputer bij het meldpunt van de politie, die meldingen automatisch kan opnemen. Als Wout een beledigende scheldnaam is, dan is de naam van de stemcomputer een geuzennaam.
Woute(n)patrouille
de politie in zijn algemeenheid, dan wel een groep (2 of meer) politieagenten. Bijv. "De Haagse woutenpatrouille."
Zilverkno(o)pken(s)
(Vlaams)
Zwaantje
(Vlaams) Motoragent, van de Wegpolitie (Federale Politie, vroeger Rijkswacht) door hun opzwaaiende kledij De Waalse Collega's werden 'De engelen van de weg' genoemd.

## Duits
Polente
Bulle
oorspr. van Ned. 'bol' dat wil zeggen 'knappe kop', later ongunstig
Staatsmacht

## Engels
Bizzies
bijnaam voor de politie in Liverpool.
Bluebottles
blauwe bromvliegen, naar de blauwe uniformen.
Bobby
genoemd naar Sir Robert Peel (roepnaam Bob), die als de stichter van de moderne Britse politie geldt. Dit is beslist geen scheldnaam. Ook het ouderwetsere Peeler wordt nog wel gebruikt. Dit geldt met name voor de Londense politie met de bekende helmen.
City X’s Finest;
De term New York’s Finest is door etymoloog Barry Popik toegeschreven aan een politiechef uit 1870 van het New York City Police Department, George Matsell , die over zijn politiemensen sprak als ”het beste politiekorps van de hele wereld” (in het Engels “the finest police force in the world”). De term wordt gebruikt in de media en vaak spottend door de burgers. Sommige steden hebben het overgenomen. De brandweer is "NY's Bravest" (de moedigste) en de vuilophalers "NY's Strongest" (de sterkste).
Chippie
een lid van de California Highway Patrol (CHP) verkeerspolitie van de staat California. Bekend geworden door de tv-serie CHiPs uit de jaren 70 en 80.
Cop(per)
van het Engelse werkwoord to cop, dat "oppakken" of "arresteren" betekent. Wordt zeer algemeen gebruikt en is nauwelijks nog beledigend.
5-0 (spreek uit "five-oh")
naar de politieserie Hawaii Five-O; alternatieve schrijfwijzen: 50, 5O, 5-O. Hawaii is de 50e staat van de VS.
The Filth
The Fuzz
The Met
Afkorting van Metropolitan Police, het Londense politiekorps.
Ol' Bill
Meestal The Bill. [De rechter is the Beak]
Peeler
genoemd naar Sir Robert Peel.
Pig
Varken
Poliss
laagland Schots dialect
Rozzers
genoemd naar Sir Robert Peel.
Scotland Yard
Naar het hoofdbureau van de Londense politie.

## Frans
les Anges de la Route
(België) De motoragenten, van la police de la route (Federale Politie, vroeger Rijkswacht) werden door hun opzwaaiende kledij "De engelen van de weg" genoemd. In het Vlaams "Zwaantjes".
Panier à Salade.
Combi
Flic
wellicht verwant met het Duitse Fliege, dat snor betekent; anderen beweren dat het een acroniem is voor Federation Légale des Idiots Casqués, maar dit zou een backroniem kunnen zijn.
Poulet
lett. "kip"
Keuf
Verlan van Flic